# Gare de Hoceinia
La gare de Hoceinia est une gare ferroviaire algérienne, située sur le territoire de la commune de Hoceinia, dans la wilaya de Aïn Defla.

## Situation ferroviaire
La gare se situe sur la ligne d'Alger à Oran, où elle est précédée de la gare de Boumedfaa et suivie de celle de Aïn Torki.

## Service des voyageurs

### Desserte
La gare de Hoceinia est desservie par les trains régionaux de la liaison Alger - Chlef.